# Dean, Bedfordshire

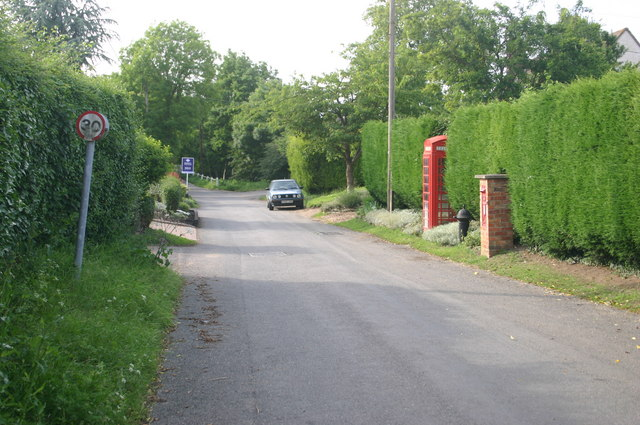
Lower Dean

Dean var en civil parish fram till 1934 när den uppgick i Dean and Shelton i grevskapet Bedfordshire i England. Civil parish var belägen 18 km från Bedford och hade 277 invånare år 1931. Byn nämndes i Domedagsboken (Domesday Book) år 1086, och kallades då Dene.